# Seo Jung-jin
Seo Jung-jin ((서정진?, 徐訂晋?); 6 settembre 1989) è un calciatore sudcoreano, centrocampista del Suwon Samsung Bluewings.